# Мантас Кведаравічюс
Ма́нтас Кведара́вічюс (лит. Mantas Kvedaravičius; 28 серпня 1976, Біржай, Литовська РСР — 2 квітня 2022, Маріуполь, Україна) ― литовський режисер, документаліст.

## Біографія
Народився 28 серпня 1976 року в місті Біржай. 1998 року закінчив історичний факультет Вільнюського університету. 2007 року отримав ступінь магістра соціальної та культурної антропології в Оксфордському університеті. У 2013 році в Кембриджському університеті захистив докторську дисертацію, опісля продовжив викладати у цьому виші теорію релігії, права і політики. Під час російського вторгнення в Україну працював кінодокументалістом у окупованому росіянами Маріуполі. Наприкінці березня був захоплений у полон рашистами і розстріляний, імовірно після тортур. Для того, щоби вдова Кведаравічюса змогла вивезти останки, було сповіщено про начебто загибель режисера від обстрілу і названо оманливу дату загибелі (точна дата смерті невідома). 9 квітня 2022 року у Вільнюсі відбулося прощання з Мантасом.

## Фільмографія
| Рік  | Фільм      | Виступав у ролі: | Виступав у ролі: | Виступав у ролі: | Виступав у ролі: | Виступав у ролі: | Примітки             | Оригінальна назва |
| Рік  | Фільм      | Режисера         | Сценариста       | Продюсера        | Оператора        | Монтажера        | Примітки             | Оригінальна назва |
| ---- | ---------- | ---------------- | ---------------- | ---------------- | ---------------- | ---------------- | -------------------- | ----------------- |
| 2011 | Барзах     | Так              |                  | Так              |                  | Так              | документальний фільм | лит. Barzakh      |
| 2016 | Маріуполіс | Так              |                  |                  | Так              |                  | документальний фільм | англ. Mariupolis  |
| 2019 | Парфенон   | Так              | Так              | Так              | Так              | Так              | драматичний фільм    | англ. Parthenon   |

## Нагороди
| Рік  | Кінофестиваль                                       | Робота         | Категорія                                           | Результат           | Посилання |
| ---- | --------------------------------------------------- | -------------- | --------------------------------------------------- | ------------------- | --------- |
| 2011 | Belgrade Documentary and Short Film Festival        | Барзах         | найкращий фільм                                     | Перемога            |           |
| 2011 | Берлінський міжнародний кінофестиваль               | Барзах         | Amnesty International Film Prize                    | Перемога            |           |
| 2011 | Берлінський міжнародний кінофестиваль               | Барзах         | Prize of the Ecumenical Jury — Special Mention      | Перемога            |           |
| 2011 | Міжнародний фестиваль документального кіно «Їглава» | Барзах         | Best Mid-Length Documentary                         | Номінація           |           |
| 2011 | Lithuanian Film Awards                              | Барзах         | Best Documentary (Geriausias dokumentinis filmas)   | Перемога            |           |
| 2011 | Lithuanian Film Awards                              | Барзах         | Best Director (Geriausias rezisierius)              | Номінація           |           |
| 2011 | Талліннський кінофестиваль «Темні ночі»             | Барзах         | Нагорода Міжнародної федерації кінопреси (ФІПРЕССІ) | Перемога            |           |
| 2011 | Талліннський кінофестиваль «Темні ночі»             | Барзах         | Grand Prize                                         | Перемога            |           |
| 2011 | Вільнюський міжнародний кінофестиваль               | Барзах         | Best Lithuanian Debut                               | Перемога            |           |
| 2012 | Люблянський міжнародний кінофестиваль               | Барзах         | Amnesty International Film Award                    | Перемога            |           |
| 2016 | Берлінський міжнародний кінофестиваль               | Маріуполіс     | Amnesty International Film Prize                    | Номінація           |           |
| 2016 | Гонконзький міжнародний кінофестиваль               | Маріуполіс     | Golden Firebird Award                               | Номінація           |           |
| 2016 | Lithuanian Film Awards                              | Маріуполіс     | Best Documentary (Geriausias dokumentinis filmas)   | Перемога            |           |
| 2016 | Lithuanian Film Awards                              | Маріуполіс     | Best Cinematographer (Geriausias operatoius)        | Номінація           |           |
| 2016 | Стокгольмський міжнародний кінофестиваль            | Маріуполіс     | Best Documentary                                    | Номінація           |           |
| 2016 | Вільнюський міжнародний кінофестиваль               | Маріуполіс     | Best Director                                       | Перемога            |           |
| 2019 | Венеційський міжнародний кінофестиваль              | Парфенон       | Best Film (International Film Critics Week)         | Номінація           |           |
| 2020 | Молодість                                           | Парфенон       | Best Feature Film                                   | Номінація           |           |
| 2022 | 75-ий Каннський кінофестиваль                       | «Маріуполіс 2» | L'Oeil d'Or                                         | спеціальна нагорода | [ 13 ]    |
| 2022 | Європейська кіноакадемія                            | «Маріуполіс 2» | Документальний фільм року                           | Перемога            | [ 14 ]    |